# ۲۱ تفنگ (ترانه)
«۲۱ تفنگ» (به انگلیسی: 21‎ Guns) ترانه‌ای است از گروه راک آمریکایی گرین دی. این ترانه دومین تک‌آهنگ هشتمین آلبوم آنها، سقوط ناگهانی قرن بیست و یکم است که در ۲۵ می سال ۲۰۰۹ توسط شرکت ریپرایز رکوردز به فرمت دانلود و در ۱۴ ژوئیه همان سال در قالب سی‌دی تک‌آهنگ منتشر شد و در جدول ۱۰۰ اثر برتر بیلبورد با موفقیت تا رده‌ی بیست و دوم صعود کرد.